# Pýli (Tríkala)
Pýli (grec moderne : Πύλη) est une localité située dans le dème de Pýli, dans le district régional de Tríkala, dans la périphérie de Thessalie, en Grèce.
Selon le recensement de 2021, elle compte 3 500 habitants.